# Cecilia Calderón
Cecilia Calderón Prieto (Guayaquil, 5 de diciembre de 1949) es una economista y política ecuatoriana, diputada nacional en varios periodos legislativos y líder histórica del extinto partido Frente Radical Alfarista.

## Biografía
Nació en Guayaquil el 5 de diciembre de 1949, hija de Abdón Calderón Muñoz y de Rosita Prieto. Desde su juventud se inclinó por la política, participando de forma activa en la campaña presidencial del candidato liberal Andrés Córdova durante las elecciones presidenciales de 1968. Obtuvo el título de economista en la Universidad Católica de Santiago de Guayaquil.

### Líder máxima del FRA
Para las elecciones presidenciales de 1978, fue activista en la campaña a la presidencia de su padre, Abdón Calderón Muñoz, por el Frente Radical Alfarista (FRA), partido fundado por el mismo Abdón Calderón. Poco después de realizada la primera vuelta, el 29 de noviembre de 1978, su padre fue asesinado bajo órdenes de la dictadura militar, lo que llevó a Cecilia Calderón a asumir la dirigencia del FRA, convirtiéndose en la primera mujer ecuatoriana en dirigir un partido político. Tras la muerte de su padre luchó para que se hiciera justicia, consiguiendo el apoyo a su causa del presidente Jaime Roldós Aguilera, lo que permitió declarar culpable al exministro de gobierno Bolívar Jarrín Cahueñas, en lo que fue la primera vez en la historia del país que un crimen político recibía sanción.
En las elecciones seccionales de 1980 fue elegida como la primera mujer miembro del Consejo Provincial del Guayas, y por su alta votación ocupó el puesto de Vicepresidenta del mismo. También fue nombrada la representante del presidente Roldós en el Tribunal de Garantías Constitucionales, puesto que tampoco había sido ocupado en el pasado por una mujer.
En 1986 fue elegida diputada nacional por la provincia de Guayas, convirtiéndose en la única diputada mujer en el Congreso. Durante el periodo legislativo sufrió molestias por su género, como la falta de baños para mujeres, motivo por el que tuvo que pedir una llave al presidente del Congreso para usar un baño privado. En las elecciones legislativas de 1988 fue reelegida diputada, siendo una de los dos únicos diputados elegidos del FRA para este periodo.  En 1991 generó polémica luego de criticar el alto presupuesto que poseían las Fuerzas Armadas.

### Caso pipones y salida del FRA
A mediados de 1996 realizó la denuncia en el caso que pasaría a ser conocido como "Pipones del Congreso". En la denuncia aseveraba que 1.119 personas habrían sido contratadas a petición de diputados. Las mismas no cumplían ninguna labor en el Congreso, sino que se dedicaban a hacer proselitismo político en favor de los diputados que les habían ayudado a conseguir los cargos. Entre la lista de beneficiados se encontraban muchos miembros del FRA, todos contratados a petición del presidente del Congreso, Fabián Alarcón, también del FRA.
Alarcón rápidamente negó las acusaciones, e incluso amenazó con enjuiciar a Calderón en caso de ser declarado inocente; sin embargo, la diputada se mantuvo firme en su denuncia y también declaró, en relación con el Frente Radical Alfarista, que todos sus miembros se habían convertido en empleados de Alarcón. Una vez que resultó claro que Alarcón se había apoderado del partido, Calderón se desafilió del mismo. Años más tarde, el 16 de marzo de 1999, y luego de que la denuncia de Calderón siguiera las debidas instancias, Fabián Alarcón fue encarcelado debido al caso.

### Vida política posterior
En las elecciones legislativas de 1998 fue elegida diputada nacional para el periodo 1998-2003, auspiciada por la Izquierda Democrática. Para las elecciones presidenciales de 2002, apoyó abiertamente al expresidente y candidato de la Izquierda Democrática, Rodrigo Borja Cevallos. Años más tarde participó infructuosamente como candidata a la Asamblea Constituyente de 2007 por el partido Concertación Nacional Democrática.
Fue candidata a la Prefectura del Guayas en las elecciones seccionales de 2019 auspiciada por el movimiento Juntos Podemos.